# Buster (film fra 2021)
|  | Denne artikel er oprettet af botten Steenthbot ud fra en ekstern database. Den kan derfor have sproglige fejl eller mangler. Denne skabelon kan fjernes efter kontrol af indholdet. |

 For alternative betydninger, se Buster. (Se også artikler, som begynder med Buster)
Buster er en dansk spillefilm fra 2021 instrueret af Martin Miehe-Renard.

## Handling
Buster Oregon Mortensen er en 11-årig dreng, der er fuld af kærlighed til livet og sine omgivelser. En ukuelig optimist, der nok ved, at livet kan være hårdt, men blandt andet ved hjælp af trylleri og kærlighed går det nok. Han hjælper sin haltende lillesøster, sin far og sin mor, og ikke mindst sin gamle ven Hr. Larsen, der også er en ”magiens mester”. Det har de to til fælles.

## Medvirkende
- Manfred Weber Cortzen, Buster
- Magnus Millang, Far
- Ibi Støving, Mor
- Henning Jensen, Hr. Larsen
- Kerstin Jannerup Gjesing, Ingeborg
- Viola Martinsen, Joanna
- Bertil Karlshøj Smith, Simon-Olaf
- Linda Pedersen, Irma
- Natali Vallespir, Joannas mor
- Louise Davidsen, Klasselærer
- Josephine Nørring, Simon-Olafs mor
- Alma Sofie A. Allarp, Bianca
- Genie Argiris, Sygeplejerske
- Joey Moe, Flyttemand
- Charly "Comkean" Baasch, Mand med headset
- Ella Nilsson, Maiken
- Malena Lucia Lodahl, Laila
- Asta Lyhne, Sofie
- Ann-Mari Max Hansen, Marie
- Sara Caroline Kenter, Unge Marie